# Shiba Rinken
Shiba Rinken (芝琳賢) ou Rinken était un peintre bouddhique japonais actif au XVIe siècle durant l’époque de Muromachi, membre de l’école Tosa et de l'atelier du Kasuga-taisha. Ses peintures religieuses au style conservateur lui valurent une certaine reconnaissance et le titre honorifique de hōgen,.
Rinken a peint dans les ateliers du Kasuga-taisha, du Kōfuku-ji et du Tōdai-ji,. Parmi ses œuvres connues de nos jours restent des kakemono dont le British Museum conserve des peintures de Kichijōten et de Kōjin sur soie. Il est également connu pour son emaki intitulé Légendes du Daibutsu (Daibutsu engi emaki) qui relate l’histoire de la fondation du Daibutsu (statue colossale en bronze) du Tōdai-ji, en particulier sa construction et sa restauration ; la statue y est représentée à plusieurs reprises, dominant la composition aux fonds abstraits et à la couleur riche,. Réalisée en 1536 en trois rouleaux, l’œuvre est classée bien culturel important du Japon depuis le 18 décembre 1959.